# Onciale 067
L'Onciale 067 (numerazione Gregory-Aland; "ε 2" nella numerazione Soden), è un codice manoscritto onciale del Nuovo Testamento, in lingua greca, datato paleograficamente al VI secolo.

## Testo
Il codice è composto da 6 spessi fogli di pergamena di 200 per 155 mm, contenenti brani del Vangelo secondo Matteo e del Vangelo secondo Marco. Il testo è scritto in due colonne per pagina e 25 linee per colonna.
Contenuti
- Matteo 14,13-16.19-23; 24,37-25,1.32-45; 26,31-45;
- Marco 9,14-22; 14,58-70.[3]

Si tratta di un palinsesto, il testo fu cancellato nel X secolo.

### Critica testuale
Il testo del codice è rappresentativo del tipo testuale misto. Kurt Aland lo ha collocato nella Categoria III.

## Storia
Il codice è conservato alla Biblioteca nazionale russa (Suppl. Gr. 6 III, fol. 8-9) a San Pietroburgo.